# Oscar Scolfaro
Oscar Scolfaro (Campinas; 4 de septiembre de 1937-9 de septiembre de 2017) fue un árbitro de fútbol brasileño.

## Trayectoria
Activo a nivel estatal desde 1971, dirigió en la Serie A desde el mismo año. Entre sus partidos internacionales, destaca su presencia en siete ediciones de la Copa Libertadores; participó en la Copa América 1979 y las eliminatorias de Conmebol para el Mundial de 1982.